# Bahnhof Valea Vișeului

Der Bahnhof Valea Vișeului ist ein Bahnhof in Rumänien und Grenzbahnhof zur Ukraine an der in Breit- und Normalspur ausgeführten Bahnstrecke Sighetu Marmației–Iwano-Frankiwsk. Außerdem beginnt hier die Normalspurstrecke nach Borșa.

## Lage

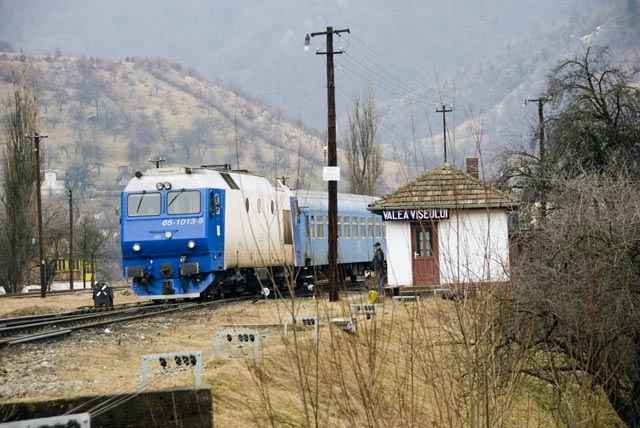
Wärterstellwerk an der westlichen Bahnhofsausfahrt (2007)

Der Bahnhof befindet sich am nördlichen Rand des Dorfes Valea Vișeului. Entlang des Bahngeländes fließt die Theiß, die hier die Grenze zwischen Rumänien und der Ukraine bildet. An der westlichen Bahnhofseinfahrt mündet der Vișeu in die Theiß. Der ukrainische Grenzübergang an der Bahnstrecke nach Iwano-Frankiwsk befindet sich etwa 1,2 Kilometer vom Bahnhof entfernt.

## Anlagen
Der Bahnhof besitzt an beiden Enden je ein mechanisches Stellwerk; sämtliche Hauptsignale sind Formsignale. Die Strecke von Sighetu Marmației ist als Vierschienengleis ausgeführt, der Bahnhof besteht aus einem Bahnhofsteil der Breit- und einem der Normalspur. Die weiterführende Strecke in die Ukraine besteht ausschließlich aus einem Breitspurgleis.

## Betrieb
Im Oktober 2024 wurde bekannt, dass CFR Călători keine Möglichkeit zum Einsatz von leichteren Diesellokomotiven oder Dieseltriebwagen hat, die aufgrund zweier sanierungsbedürftiger Viadukte auf der Strecke Salva–Vișeu de Jos vom staatlichen Infrastrukturbetreiber Compania Națională de Căi Ferate für die weitere Befahrung gefordert werden. Der Verkehr auf der Gesamtstrecke von Salva über Vișeu de Jos und Valea Vișeului bis Sighetu Marmației könnte somit zum Fahrplanwechsel im Dezember 2024 gänzlich eingestellt werden. Am 25. Oktober 2024 gab CFR in einer Pressemitteilung bekannt, auch im Jahr 2025 weiterhin fünf Zugpaare betreiben und diese zusätzlich bis Cluj-Napoca durchbinden zu wollen.